# 布罗斯维尔
布罗斯维尔（法語：Brosville）是法国厄尔省的一个市镇，属于埃夫勒区（Évreux）埃夫勒北县（Évreux-Nord）。该市镇总面积7.2平方公里，2009年时的人口为645人。

## 人口
布罗斯维尔人口变化图示